# Uladzimir Sasimovich
Vladimir Nikolayevich Sasimovich, en biélorusse, Уладзімір Сасімовіч, en russe : Владимир Николаевич Сасимович, (né le 14 septembre 1968 à Vitebsk) est un athlète biélorusse spécialiste du lancer de javelot.

## Carrière

### Palmarès
| Date                                           | Compétition                         | Lieu                                | Résultat                            | Perf'                               |
| Représentant de l' Union soviétique            | Représentant de l' Union soviétique | Représentant de l' Union soviétique | Représentant de l' Union soviétique | Représentant de l' Union soviétique |
| ---------------------------------------------- | ----------------------------------- | ----------------------------------- | ----------------------------------- | ----------------------------------- |
| 1986                                           | Championnats du monde junior        | Athènes                             | 1er                                 | 78,84 m                             |
| 1987                                           | Championnats d'Europe junior        | Birmingham                          | 2e                                  | 73,24 m                             |
| 1991                                           | Championnats du monde               | Tokyo                               | 3e                                  | 87,08 m                             |
| Représentant de l' Équipe unifiée de l’ex-URSS |                                     |                                     |                                     |                                     |
| 1992                                           | Coupe du monde des nations          | La Havane                           | 3e                                  | 78,40 m                             |
| Représentant de l' Biélorussie                 |                                     |                                     |                                     |                                     |
| 1993                                           | Championnats du monde               | Stuttgart                           | 7e                                  | 78,70 m                             |
| 1994                                           | Championnats d'Europe               | Helsinki                            | 8e                                  | 78,88 m                             |
| 1995                                           | Championnats du monde               | Göteborg                            | 13e                                 | 78,94 m                             |
| 1996                                           | Jeux olympiques d'été               | Atlanta                             | —                                   | 0                                   |
| 1997                                           | Championnats du monde               | Athènes                             | 16e                                 | 77,38 m                             |
| 1998                                           | Championnats d'Europe               | Budapest                            | 13e                                 | 79,14 m                             |
| 1999                                           | Championnats du monde               | Séville                             | 15e                                 | 80,18 m                             |
| 2000                                           | Jeux olympiques d'été               | Sydney                              | 24e                                 | 78,04 m                             |

### Records
| Épreuve           | Performance | Lieu     | Date         |
| ----------------- | ----------- | -------- | ------------ |
| Lancer de javelot | 87,40 m     | Kuortane | 24 juin 1995 |